# NGC 3662
NGC 3662 је спирална галаксија у сазвежђу Лав која се налази на NGC листи објеката дубоког неба.
Деклинација објекта је - 1° 6' 19" а ректасцензија 11h 23m 46,4s. Привидна величина (магнитуда) објекта NGC 3662 износи 13,0 а фотографска магнитуда 13,8. NGC 3662 је још познат и под ознакама UGC 6408, MCG 0-29-25, CGCG 11-86, IRAS 11211-0049, PGC 34996.